# Cooper Flagg
Cooper Flagg (Newport, 21 de dezembro de 2006), é um jogador norte-americano de basquete profissional que joga no Dallas Mavericks da National Basketball Association (NBA). 
Classificado como o melhor novato da classe de 2024, Flagg jogou uma temporada de basquete universitário pelos Duke Blue Devils, onde entrou no primeiro time All-American e foi eleito o jogador do ano, ainda como calouro. Ele foi selecionado com a primeira escolha geral pelos Mavericks no draft da NBA de 2025.

## Início da vida e carreira no ensino médio
Flagg nasceu em Newport, Maine, e inicialmente estudou e jogou pela Nokomis Regional High School, uma escola de sua cidade. Ele se tornou o primeiro calouro a ser nomeado Maine Gatorade Player of the Year, após uma média de 20,5 pontos, 10 rebotes, 6,2 assistências, 3,7 roubos de bola e 3,7 tocos por jogo. Nokomis venceu o campeonato estadual da Classe A com Flagg marcando 22 pontos e pegando 16 rebotes em uma vitória por 43–27 contra a Falmouth High School na final do estado de Maine.
Ao final do primeiro ano do ensino médio, Flagg foi transferido para a Montverde Academy em Montverde, Flórida. Flagg foi nomeado o MVP do Hoophall Classic de 2023 após marcar 21 pontos com cinco roubos de bola, cinco rebotes e três assistências na vitória de Montverde por 85-63 sobre a La Lumiere Academy. Ele também foi nomeado semifinalista do prêmio Naismith Prep Player of the Year. Flagg teve uma média de 9,8 pontos, 5,2 rebotes e três assistências por jogo em sua primeira temporada em Montverde.
Flagg foi selecionado para jogar no McDonald's All-American Boys Game de 2024. Em 27 de março de 2024, ele foi nomeado o Gatorade National Player of the Year. Flagg também foi nomeado Mr. Basketball dos Estados Unidos e o Jogador do Ano do Naismith Prep. Ele terminou a temporada com médias de 16,4 pontos, 7,5 rebotes, 3,8 assistências e 2,7 bloqueios por jogo durante sua última temporada no ensino médio, enquanto liderava o seu colégio a um recorde perfeito de 34-0 e ao oitavo título nacional da categoria.

### Recrutamento
Flagg foi classificado como o terceiro melhor prospecto na classe de recrutamento (processo que as faculdades fazem para trazer os melhores jogadores do ensino médio) de 2025 após a conclusão de sua temporada de calouro. Ele foi reclassificado como o segundo melhor recruta da classe em agosto de 2022, após seu desempenho na Copa do Mundo de Basquete Sub-17 da FIBA de 2022. Flagg recebeu sua primeira oferta de bolsa de estudos da Divisão I da NCAA de Bryant (faculdade em Smithfield (Rhode Island)) enquanto estava na oitava série.
Flagg foi reclassificado para a classe de recrutamento de 2024 durante o verão, após seu segundo ano. Em 30 de outubro de 2023, Flagg se comprometeu verbalmente a jogar pelo Duke após também considerar uma oferta da UConn. Inicialmente, ele havia planejado anunciar seu compromisso em 27 de outubro, mas adiou após os tiroteios de Lewiston em 2023. No dia 8 de novembro de 2023, Flagg se comprometeu a jogar pelos Blue Devils. Flagg terminou como o jogador mais bem avaliado na classe de 2024.
| Nome | Cidade Natal                           | Escola                 | Altura             | Peso           | Data                  |
| --- | -------------------------------------- | ---------------------- | ------------------ | -------------- | --------------------- |
| Cooper Flagg PG | Newport, Maine                         | Montverde Academy (FL) | 6 ft 8 in (2,03 m) | 200 lb (91 kg) | 30 de outubro de 2023 |
| Cooper Flagg PG | Recrutamento: Rivals: 247Sports: ESPN: |                        |                    |                |                       |
| - Nota: Em muitos casos, Scout, Rivals, 247Sports e ESPN podem entrar em conflito em suas listas de altura e peso, nestes casos, a média foi obtida. - Fonte: |                                        |                        |                    |                |                       |

## Carreira universitária
Flagg matriculou-se na Duke University em junho de 2024 para participar dos treinos de verão dos Blue Devils. Ele fez sua estreia no basquete universitário no primeiro jogo de Duke, contra Maine, em 4 de novembro de 2024. Flagg marcou 18 pontos com sete rebotes, cinco assistências e três roubos de bola em uma vitória por 96-62. Em 18 de novembro, Flagg recebeu o prêmio de novato da semana da Atlantic Coast Conference (ACC). Em 31 de dezembro, ele marcou 24 pontos, seis assistências e quatro roubos de bola na vitória por 88-65 sobre Virginia Tech. Em 4 de janeiro de 2025, Flagg teve um duplo-duplo de 24 pontos e 11 rebotes na vitória por 89-62 contra a SMU.
Flagg teve uma performance recorde na vitória de Duke contra Notre Dame em 11 de janeiro de 2025. Ele marcou 42 pontos, pegou seis rebotes e deu sete assistências, acertando 11 de 14 arremessos de quadra, 4 de 6 de três pontos e 16 de 17 lances livres. Isso estabeleceu novos recordes de pontuação para calouros, tanto pela Universidade de Duke, quanto pela ACC. Em 18 de janeiro, Flagg marcou 28 pontos e cinco rebotes na vitória por 88–63 sobre o Boston College. Em 25 de janeiro de 2025, Flagg marcou 24 pontos, sete rebotes e seis assistências na vitória por 63–56 sobre Wake Forest. Em 27 de janeiro, Flagg marcou 28 pontos e sete rebotes na vitória por 74–64 contra o NC State. Em 1º de fevereiro, Flagg registrou 21 pontos, oito rebotes e sete assistências na vitória por 87–70 contra o arquirrival Carolina do Norte. Em 12 de fevereiro, Flagg marcou 27 pontos e cinco rebotes na vitória por 78–57 contra a Califórnia. Em 17 de fevereiro, Flagg teve um duplo-duplo de 17 pontos e 14 rebotes na vitória por 80-62 sobre a Virgínia. Ele se tornou o primeiro jogador da ACC com mais de 500 pontos, mais de 100 assistências e 30 bloqueios na temporada regular nos últimos 25 anos. Em 3 de março, Flagg marcou 28 pontos e contabilizou oito rebotes e sete assistências na vitória por 93–60 contra Wake Forest.
Flagg levou os Blue Devils ao título da temporada regular da ACC, com Duke terminando com 19-1 na conferência. Em 13 de março de 2025, Duke derrotaria Georgia Tech por 78–70 nas quartas de final do Torneio ACC, apesar de Flagg ter deixado o jogo devido a uma torção no tornozelo, o que o forçou a perder o resto do torneio. Em 15 de março, Duke derrotou Louisville por 73–62 no jogo do campeonato do torneio ACC. Flagg e Duke entraram no Torneio da NCAA como a primeira colocação na região Leste e derrotaram Mount St. Mary's e Baylor na primeira e segunda rodadas do torneio. Em 27 de março, Flagg marcou 30 pontos, seis rebotes e sete assistências na vitória por 100–93 sobre o Arizona no Sweet 16 (equivalente as oitavas-de-final). Em 29 de março, Flagg acrescentou 16 pontos e nove rebotes em uma vitória por 85-65 contra o Alabama no Elite Eight (equivalente as quartas-de-final). Em 5 de abril, Flagg marcou 27 pontos, sete rebotes e três bloqueios em uma derrota por 70-67 contra Houston na Final Four (equivalente as semi-finais). Após sua temporada de calouro, Flagg se declarou para o draft da NBA de 2025, abrindo mão de sua elegibilidade universitária restante.
Ele foi nomeado Jogador do Ano e Novato do Ano da ACC, juntando-se a Zion Williamson, Marvin Bagley III e Jahlil Okafor como os únicos jogadores na história da conferência a ganhar os dois prêmios na mesma temporada.

## Carreira profissional

### Dallas Mavericks (2025–presente)
Flagg foi selecionado com a primeira escolha geral pelo Dallas Mavericks no draft da NBA de 2025.

## Carreira na seleção nacional
Flagg jogou pela seleção sub-17 de basquete dos Estados Unidos na Copa do Mundo de Basquete Sub-17 da FIBA de 2022. Ele foi nomeado para o time do torneio após anotar uma média de 9,3 pontos, 10 rebotes, 2,9 bloqueios e 2,4 roubos de bola por jogo, conquistando a medalha de ouro. Na final, Flagg anotou um duplo-duplo, marcando 10 pontos e 17 rebotes, além de oito roubos de bola e quatro tocos na vitória por 79–67 sobre a Espanha. Ele foi nomeado o Atleta Masculino de Basquete dos EUA do Ano de 2022 por seu desempenho na Copa do Mundo Sub-17. Cooper Flagg é o jogador mais jovem a ganhar o prêmio.
Flagg foi chamado para a Seleção Seleta dos EUA para treinar com a seleção principal dos Estados Unidos, em treinos válidos como preparação para as Olimpíadas de 2024.

## Estatísticas

### Faculdade
| Ano     | Time | PJ | PT | MPJ  | AP%  | 3P%  | LL%  | RT  | AS  | BR  | TO  | PPJ  |
| ------- | ---- | -- | -- | ---- | ---- | ---- | ---- | --- | --- | --- | --- | ---- |
| 2024-25 | Duke | 37 | 37 | 30.7 | .481 | .385 | .840 | 7.5 | 4.2 | 1.4 | 1.4 | 19.2 |

## Vida pessoal
A mãe de Flagg, Kelly, jogou basquete universitário por Maine, onde foi capitã do time no último ano. Seu pai, Ralph, jogou basquete da NJCAA pela Eastern Maine Community College. Flagg tem um irmão gêmeo fraterno chamado Ace, que foi companheiro de equipe de Cooper durante o ensino médio e se comprometeu verbalmente a jogar na faculdade de Maine a partir de 2025-26. O irmão mais velho de Flagg, Hunter, também era jogador de basquete de Nokomis e estava no último ano quando Cooper era calouro. Sua família mudou-se de Newport para a Flórida depois que ele e seu irmão gêmeo foram transferidos para a Montverde Academy.
Flagg assinou um contrato para usar os tênis da New Balance antes do início de seu primeiro ano na Duke. A decisão de Flagg de escolher a New Balance foi influenciada pelos laços da empresa com seu estado natal, Maine, com duas de suas fábricas localizadas perto de sua cidade natal, Newport. Ele também se tornou o primeiro jogador universitário masculino de basquete a ser patrocinado pela Gatorade.